# Лукич, Йован (2002)
Йо́ван Лу́кич (серб. Јован Лукић; род. 20 января 2002, Валево) — сербский футболист, полузащитник клуба «Чукарички».

## Клубная карьера
Лукич — воспитанник клубов «Партизан» и «Чукарички». 6 июня 2020 года в матче против «Инджии» он дебютировал в сербской Суперлиге в составе последних. 8 мая 2021 года в поединке против «Радника» Йован забил свой первый гол за «Чукарички». 